# 森大 (俳優)
森 大（もり まさる、1979年5月5日 - ）は、千葉県出身の俳優、スーツアクター、殺陣師である。血液型はAB型。拓殖大学政経学部経済学科を卒業した。ジェイズプロデュース所属。

## 経歴
拓殖大学政経学部経済学科を卒業する。大学在学中に少年社中の舞台を観たことをきっかけに役者を志し、2001年に少年社中に入団する。第9回公演の「ハイレゾ」から出演を果たす。特技は、時代殺陣・現代殺陣である。
2007年1月より、劇団の後輩である長谷川太郎ととも演劇ユニット「森の太郎」を結成し、定期的に演劇ライブを行っている。森の太郎のライブでは、作・演出を手がけ、出演もしている。
2012年8月・少年社中プロデュース「モマの火星探検記 〜Inspired by High Resolution〜」出演をもって、少年社中を退団。
以降、ジェイズプロデュースへ所属。

## エピソード
- 小さい頃の夢は、映画監督、学校の先生。
- 高等学校地理歴史科の教員免許を持っている。
- 自転車が好き。
- 好きな俳優は、真田広之。
- 好きな食べ物は、ハンバーグ。好きな食材は、なす、梅。
- 大阪に住んでいたこともある。
- 空手を習っていた。
- 出生地はインドネシアのスラバヤ
- ご両親からは「だいちゃん」と呼ばれている

## 出演

### 舞台
- 少年社中　第9回公演　「ハイレゾ」（2001年11月、早稲田大学大隈講堂裏劇研アトリエ）
- 少年社中　Dead tech World#1　「ドロップ」（2002年3月、早稲田大学大隈講堂裏劇研アトリエ）
- 少年社中　第10回公演　「イエロー」（2002年7月、中野ザ・ポケット）
- 少年社中　第11回公演　「エレファント」（2002年12月、早稲田大学大隈講堂裏劇研アトリエ）
- 北京蝶々 「さい」（2003年1月、早稲田大学大隈講堂裏劇研アトリエ）
- 少年社中　第12回公演　「シナファイ」（2003年5月、中野ザ・ポケット）
- 印度華麗　「QUIZ SHOW」（2003年8月、中野ザ・ポケット）
- 少年社中　Dead tech World#2　「フィルムスター」（2003年11月、新宿シアターモリエール）
- 30-DELUX　「マホロバ」（2004年3月 - 4月、シアターVアカサカ、HEP HALL）
- 少年社中　第13回公演　「ハイレゾ」（2004年5月、青山円形劇場）
- Swanky Rider　「海を見て、君が泣く」（2004年8月、下北空間リバティ）
- 少年社中　第14回公演　「アサシンズ」（2004年11月、中野ザ・ポケット）
- 30-DELUX　「イエロー」（2005年2月、青山円形劇場）
- 少年社中　リバイバルvol.1　「アトランティス」（2005年4月、中野ウエストエンドスタジオ） - 主役:朝日静夢 役
- 花歌マジックトラベラー　「ただ・・・ただよう・・・〜サンゴの丘で飲みましょう〜」（2005年6月、新宿SPACE107）
- 少年社中　第15回公演　「リドル」（2005年10月、青山円形劇場）
- 楽天舞隊　「烈風剣」（2005年10月、大塚萬劇場）
- 30-DELUX　「BIRDS」（2005年12月、新宿シアターサンモール/日本橋インディペンデントシアターセカンド）
- 少年社中　第16回公演　「光の帝国」（2006年3月、青山円形劇場）
- 30-DELUX　「オレノカタワレ」（2006年5月 - 6月、新宿シアターサンモール/日本橋インディペンデントシアターセカンド）
- Team AZURA　「スタート・ライン」（2006年7月、アイピット目白）
- 少年社中　第17回公演　「アルカディア」（2006年8月、シアタートラム）
- TS Musical Foundation　「AKURO〜悪路〜」（2006年10月、サンシャイン劇場）
- アトリエタンタン企画　「銀河鉄道の夜」（2006年11月 - 12月、六本木ルーテル教会）
- 少年社中　第18回公演　「チャンドラ・ワークス」（2007年2月、中野ザ・ポケット）
- 少年社中×ホチキス（シャチキス）合同公演　「銭に向け叫ぶ」（2007年8月 - 9月、シアタートラム/愛知県芸術劇場小ホール）
- 30-DELUX　「シェイクス」（2007年10月、東京芸術劇場小ホール2/世界館）
- 少年社中　第19回公演「カゴツルベ」（2008年1月、吉祥寺シアター）
- 危婦人　「江波戸さんちのにぎやかなひなまつり」（2008年2月 - 3月、中野ザ・ポケット）
- ルドビコ★　「義経−YOSHITSUNE−」（2008年4月、新宿シアターアプル）
- デジタルハリウッド・エンタテインメント プロデュース　「ロストデイズ」（2008年5月、赤坂レッドシアター）
- 少年社中　第20回公演「アルケミスト」（2008年7月、中野ザ・ポケット）
- 30-DELUX　「ファミリア」（2008年10月 - 11月、東京芸術劇場小ホール2/心斎橋そごう劇場/新国立劇場小劇場/千種文化小劇場）
- WAKI-GUMI PRODUCE　「THE FAMILY・絆」（2008年12月、新宿シアターサンモール）
- 少年社中×森の太郎 presents　「LIFE IS HARD」（2009年2月、ギャラリー LE DECO）
- アトリエッジ　「ぬばたまの淵　鬼ごっこ 今ひとたびの 逢うこともがな」（2009年5月、新宿シアターモリエール）
- 30-DELUX Action Club MIX　「ナナシ　―NANASHI―」（2009年6月、全労済ホール スペース・ゼロ/テレピアホール/松下IMPホール）
- 少年社中　第21回公演「ロミオとジュリエット」（2009年8月、池袋あうるすぽっと） - 主役:ロミオ 役
- ケイダッシュステージ　「ABC☆〜青山ボーイズキャバレー〜」（2009年10月、青山円形劇場）
- カートプロモーション　「奇々怪々〜もののけ達の夜〜」（2009年12月、新宿SPACE107）
- 少年社中　Dead tech World#3「機械城奇譚」（2010年2月 - 3月、劇場MOMO）
- 30-DELUX 電撃チョモランマ隊 MIX　「スペースウォーズ」（2010年5月 - 6月、シアターサンモール/ABCホール/テレピアホール/西鉄ホール）
- 少年社中　第23回公演「ネバーランド」（2010年6月、青山円形劇場） - ワニ神様 役
- 少年社中×ホチキス（シャチキス）合同公演　「伝説との距離」（2010年9月、シアタートラム/名古屋市中村文化小劇場）
- 夢援隊Company　「海援隊ヨリ…〜いつも隊士達に吹く風は英雄と言う名の潮風〜2010ver」（2010年11月、明石スタジオ） − 岡田以蔵 役
- FAKE STAR 1st skit　「ザ・フォーリナー」（2010年12月、赤坂レッドシアター） − フロギー 役
- D'TOT 2nd act　「LAST SMILE」（2011年2月、中目黒キンケロシアター）
- 30-DELUX　「デスティニー」（2011年4月 - 5月、テレピアホール/梅田芸術劇場シアター・ドラマシティ/サンシャイン劇場）
- Knocturn　「PEACE MAKER 新撰組参上」（2011年6月、シアターGロッソ）
- ケイダッシュステージ　「ABC★赤坂ボーイズキャバレー 〜2回表!〜 −喝!&勝つ!−」（2011年8月 - 9月、赤坂ACTシアター/シアターBRAVA!）
- Knocturn　「真田十勇士〜ボクらが守りたかったもの〜」（2011年12月、天王洲 銀河劇場） - 海野小平太 役
- 30-DELUX　ミュージカル『薄桜鬼』〜斎藤一篇〜（2012年4月 - 5月、サンシャイン劇場） - 井上源三郎 役[1]
- W・FOXX プロデュース　「鬼切姫」（2012年6月、渋谷区文化総合センター大和田 伝承ホール） − 土門士役
- 「真田十勇士〜カッコ良くなきゃ死ぬだけさ〜」（2012年9月 - 10月、サンケイホールブリーゼ/全労済ホール スペース・ゼロ） − 海野小平太役
- 30-DELUX The Remake Theater　「イエロー」（2012年11月 - 12月、新国立劇場小劇場/大阪ビジネスパーク円形ホール/愛知県芸術劇場 小ホール）
- 森の太郎 もりたろシアターvol.1　「相棒 2077 -compete robot crime-」（2013年2月、高円寺・明石スタジオ） - 作・演出・出演
- 明治座創業140周年記念 早乙女太一主演公演　「神州伝馬侠」（2013年4月・6月・7月、明治座/中日劇場）
- ケイダッシュステージ　「abc★赤坂ボーイズキャバレー表 FINAL! 最後の放電!〜自分に喝を入れて勝つ!〜」（2013年8月、赤坂ACTシアター/シアターBRAVA!）
- 30-DELUX The Remake Theater　「デスティニー」（2013年10月 - 11月、赤坂ACTシアター/キャナルシティ劇場/サンケイホールブリーゼ/名鉄ホール）
- 森の太郎 もりたろシアターvol.2　「英雄 2055 -compete robot crime-」（2013年12月、高円寺:明石スタジオ） - 作・演出・出演
- ツラヌキ怪賊団 4th Navigation　「Beautiful Runner」（2014年1月 - 2月、銀座みゆき館劇場）
- 30-DELUX  SQUARE ENIX 「Romancing SaGa THE STAGE 〜ロアーヌが燃える日〜」（2017年4月 - 5月、サンシャイン劇場/サンケイホールブリーゼ/愛知県芸術劇場 大ホール/久留米シティプラザ ザ・グランドホール）
- ASSH×オッドエンタテイメント「鬼切丸伝〜源平鬼絵巻〜」（2018年6月、全労済ホール/スペース・ゼロ） - 源頼光・梶原景時 役
- LEGEND STAGE PRODUCE「夕-ゆう-」（2023年6月30日 - 7月9日、シアターサンモール） - 相川登 役[2]
- 東映ムビ×ステ 舞台「邪魚隊 / ジャッコタイ」（2024年8月9日 - 9月8日、サンシャイン劇場/サンケイホールブリーゼ/一宮市民会館/石川県立音楽堂 邦楽ホール）[3]
- @emotion presents Expression Vol.10 金「IKIZAMA」（2025年1月15日 - 19日、六行会ホール）[4]
- ポップンマッシュルームチキン野郎「R老人の終末の御予定」（2025年3月6日 - 11日、すみだパークシアター倉）[5]
- 劇団壱劇屋東京支部「二対一 -についひとつ-」（2025年3月19日 - 23日、CBGKシブゲキ!!）[6]
- 舞台「揺れるはざまのトラベラーズ」（2025年6月4日 - 17日、COOL JAPAN PARK OSAKA WWホール/ヒューリックホール東京）[7]
- 舞台「お梅は呪いたい」（2026年2月6日 - 19日〈予定〉、飛行船シアター / 西文化小劇場）[8]

### ライブ
- 劇団鹿殺し主催　「百千万夜会（モモチマヤカイ）」（2004年12月、渋谷PARCO TAKE-OFF7）
- 危婦人 蘭浜子ディナーショー　「浜子のドリームナイト!〜今宵、大手町で逢いましょう〜」（2007年8月、MANHATTAN Bleu）
- 「BARABAN NIGHT!」ライヴ（2008年4月・9月）
- 宮崎県「よかたっどフェス」（2008年7月、宮崎県都城市霧の蔵ホール）
- 30-DELUX スペシャルライブ「笹塚!」（2008年12月）
- CLUB CRAWL 5th ANNIVERSARY 「チョモランマ de NIGHT」（2010年8月、渋谷CLUB CRAWL）
- 30-DELUX スペシャルライブ「ホワイトデー直前、楽しいプレゼント企画〜スペースウォーズからデスティニーへ（仮）〜」（2011年3月、アムラックスホール）

他多数

### テレビ番組
- さんすう犬ワン（2014年4月7日、NHK Eテレ） - カズラーの操演[9]
- さんすう刑事ゼロ 第6話（2013年6月、NHK Eテレ） - 宝石強盗団のボス 役
- 銭の捜査官 西カネ子（2016年2月、TBS）
- 昼のセント酒 第1話（2016年4月、テレビ東京）
- 昔話法廷 第6話（2016年8月5日、NHK Eテレ） - カメの操演
- 精霊の守り人 最終章

## 殺陣指導
- 宝塚歌劇 雪組公演 るろうに剣心 （2016年）
- 関ジャニ∞ NOROSHI Music Clip（2016年）